# Zhengzhou
Zhengzhou (郑州S, ZhèngzhōuP) è una città della Cina, capitale della provincia di Henan. Precedentemente era conosciuta con il nome di Zhengxian. La sua prefettura si estende su una superficie di 7.446,2 km² e possedeva una popolazione di 10.120.000 abitanti nel 2018.
L'area urbana della città invece si estende su una superficie di 1.010,3 km² e possiede una popolazione di 4.362.000 abitanti con una densità di oltre 4.318 abitanti per km². Si tratta di una città industriale dalle strade che si intersecano perpendicolarmente, con due grandi parchi situati nella zona centrale ed un parco hi-tech nella zona nord. La metropoli è molto servita dalle vie di comunicazione; nel suo territorio ci sono un aeroporto internazionale, due stazioni ferroviarie ad alta velocità e molteplici collegamenti autostradali. Da Zhengzhou passano l'Autostrada G4 e le linee ad alta velocità Xi'an-Anyang e Pechino-Shenzhen.

## Monumenti e luoghi d'interesse

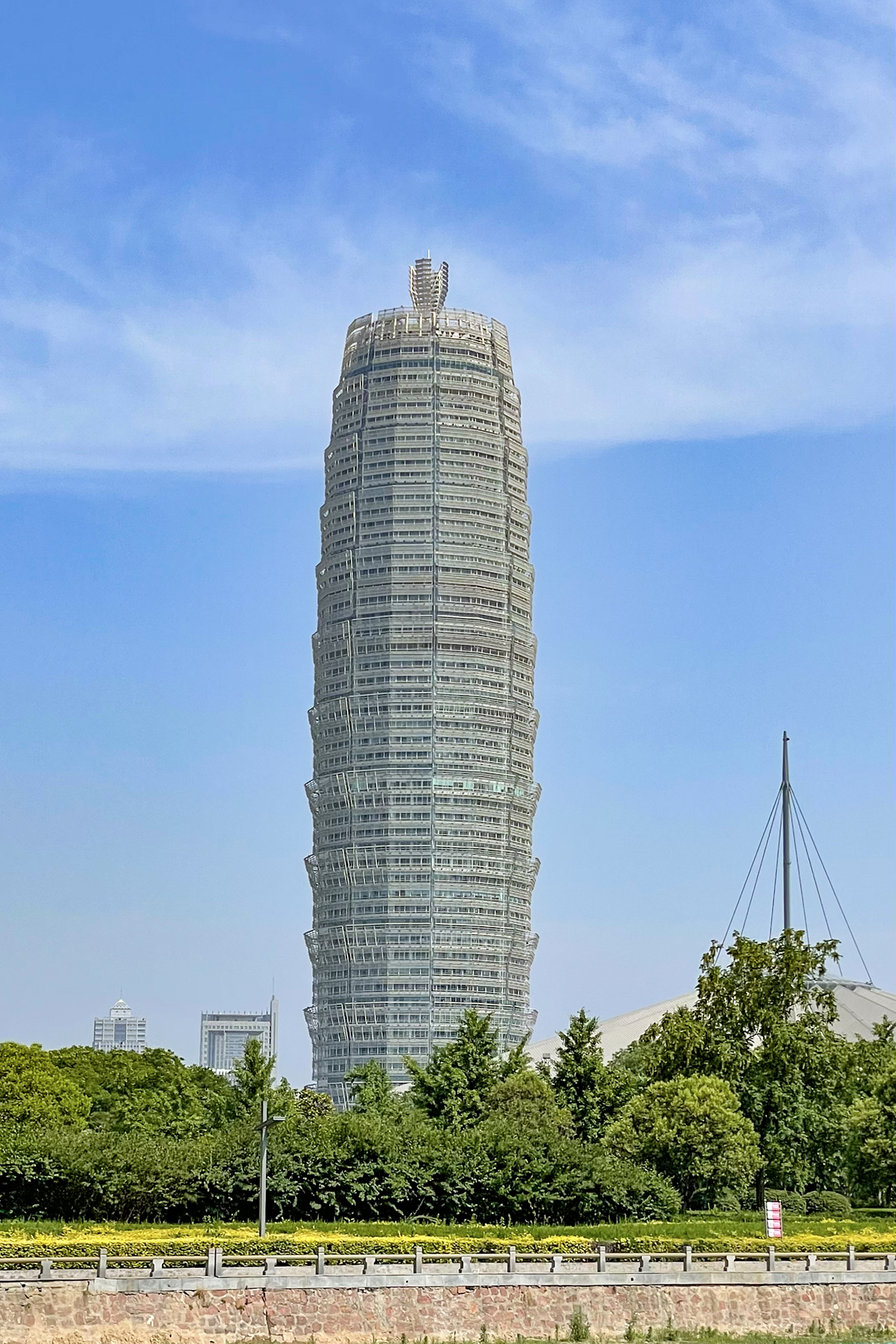
Zhengzhou Greenland Plaza

- Torre Erqi: torre situata nel centro città e memoriale dello sciopero degli operai del 7 febbraio 1923.

- Torre Henan: in italiano "Torre della Fortuna", è una torre panoramica con la più grande galleria panoramica del mondo ed è la torre più alta al mondo con struttura in acciaio[1].

- Museo di Henan: uno dei più grandi musei della Cina, che ospita oltre 130 000 reperti storici e culturali.

- Statua degli imperatori Yan e Huang: è una statua che rappresenta gli imperatori Yan Di e Huang Di ed è la quarta statua più alta del mondo.

- Zhengzhou Greenland Plaza: Architettura neo-cinese, grattacielo che imitano la pagoda cinese.

## Geografia antropica

### Suddivisioni amministrative
- Distretto di Zhongyuan
- Distretto di Erqi
- Distretto di Guancheng (popolazione Huí)
- Distretto di Jinshui
- Distretto di Shangjie
- Distretto di Huiji
- Contea di Xinzheng
- Contea di Dengfeng
- Contea di Xinmi
- Contea di Gongyi
- Contea di Xingyang
- Contea di Zhongmu

## Amministrazione

### Gemellaggi
Zhengzhou è gemellata con:
- Cluj Napoca

## Infrastrutture e trasporti

### Treni
Zhengzhou è il centro della rete di trasporto ferroviario cinese e dispone di stazioni ferroviarie molto grandi come la Stazione di Zhengzhou, la Stazione Est di Zhengzhou e la Stazione dell'aeroporto di Zhengzhou.

### Trasporto aereo
- Aeroporto di Zhengzhou-Xinzheng. Ci sono voli diretti tra l'aeroporto di Zhengzhou e l'aeroporto di Milano Malpensa.

### Trasporti urbani
- metropolitana di Zhengzhou. La metropolitana di Zhengzhou ha inaugurato un totale di 11 linee, con una lunghezza operativa di 344,83 chilometri.